# زلزال تايوان 2016
في 6 فبراير من العام 2016 في تمام الساعة 3:57 بالتوقيت المحلي في تايوان ‏ (19:57 بالتوقيت العالمي)، زلزال بمقياس 6.4 يضرب مساحة قدرها 28 كيلومتر مدينة بينغتونغ سيتي ‏ جنوب تايوان. مخلفًا أضرار واسعة وما لا يقل عن 41 حالة وفاة.